# آندره‌آ کامیلری
آندره‌آ کامیلری (ایتالیایی: Andrea Camilleri؛ ‏ تلفظ ایتالیایی: [anˈdrɛːa kamilˈlɛːri]؛ ‏ زادهٔ ۶ سپتامبر ۱۹۲۵ - ۱۷ ژوئیه ۲۰۱۹) نویسنده، مؤلف و کارگردان نمایش اهل ایتالیا است. وی از سال ۱۹۵۰ میلادی تاکنون مشغول فعالیت بوده است.
او آثار متعددی از ساموئل بکت و لوئیجی پیراندلو را بر روی صحنه برده است.
همچنین برندهٔ جوایزی همچون نشان شایستگی جمهوری ایتالیا شده است.
تاکنون دو کتاب از این نویسنده و کارگردان توسط بنفشه شریفی‌خو به زبان فارسی ترجمه شده است. «نقطهٔ برگشت» در سال ۱۳۹۹ خورشیدی و «مزرعهٔ کوزه‌گر» در سال ۱۴۰۲. آندره‌آ کامیلری هفدهم ژوئیه ۲۰۱۹ در رم از دنیا رفت.